# Lampadòfor
El Lampadòfor és una escultura obra de l'artista Rosa Serra i Puigvert situada al Mirador de l'Oberta, a l'inici del passeig de vianants a Empúries, a l'Escala (Alt Empordà), inaugurada l'11 de juny de 1992 per a commemorar l'arribada de la flama olímpica amb motiu dels Jocs Olímpics de Barcelona.
La flama olímpica va arribar a la platja d'Empúries el 13 de juny de 1992, procedent d'Olímpia (Grècia), on s'havia encès vuit dies abans al Temple d'Hera. A bord de l'Icària, un petit bot de pesca típicament empordanès, l'actriu Marian Aguilera duia el fanal amb la flama, que va passar a les actrius Irene Papas i Núria Espert, que van encendre el primer pebeter a les ruïnes d'Empúries, i l'atleta Carme Valero i el regatista Miquel Noguer van agafar el primer relleu de la torxa.
El lampadòfor ('lampadēphóros' en grec) era la persona que portava llums encesos a les processons dels antics grecs.